# 税を考える週間
税を考える週間（ぜいをかんがえるしゅうかん）とは、日本の国税庁が、毎年11月11日から17日までの期間、国民各層により能動的に税の仕組みや目的等を考えてもらい、国の基本となる税に対する理解を一層深めてもらうとともに、税務行政に対する理解及び納税道義の高揚を図ることを目的として行っている広報・広聴週間である。
期間中は、中学生による書道のコンテスト（お題は「正しい納税」「税と生活」「申告と納税」など）が行われる。

## 歴史
- 1928年（昭和3年）  - 「福岡県で全国初の納税デー」がスタート（納税週間の前身）[1]
- 1954年（昭和29年） - 「納税者の声を聞く月間」としてスタート
- 1956年（昭和31年） - 「納税者の声を聞く旬間」に改称
- 1974年（昭和49年） - 「税を知る週間」に改称し、毎年同じ時期（11月11日～17日）の実施となる
- 2004年（平成16年） - 「税を考える週間」（現在）に改称

## テーマ
- 平成16年: 「高齢社会を支える税」
- 平成17 - 19年: 「少子・高齢社会と税」
- 平成20、21年: 「IT化・国際化と税」

## イメージキャラクター
- 平成16、17年: 仲間由紀恵
- 平成18年: ベッキー
- 平成19年: 池脇千鶴
- 平成20年: 松下奈緒
- 平成21年: 上戸彩